# Portretul călugărului Hortensio Félix Paravacino
Portretul fratelui Hortensio Félix Paravacino este o pictură în ulei realizată de El Greco în 1609, aflată acum la Museum of Fine Arts din Boston. Îl prezintă pe Hortensio Félix Paravicino, un călugăr al Ordinului Trinitarian și un mare poet spaniol, care a fost și un apropiat al pictorului.